# 莉娜·格卢什科
莉娜·格卢什科（希伯來語：לינה גלושקו，羅馬化：Lina Glushko，2000年1月12日—），以色列女子网球运动员。格卢什科为以色列比利·简·金杯代表队打球。截止2024年赛季，她在ITF女子世界网球巡回赛有3个单打和6个双打冠军。

## 个人生活
格卢什科的父母Sergio和Olga出生于苏联，1999年她的父母和姐姐Julia以及弟弟Alex从乌克兰移民到以色列，之后一年她在以色列出生。
格卢什科为以色列國防軍（IDF）服役过。她的姐姐茱莉亚·格卢什科也是一名网球运动员，也曾是她的双打搭档。她最初是由她的父亲指导打球，然后是她的哥哥。

## 职业生涯
2017年9月，格卢什科在以色列拉马特沙龙赢得了首届安娜和迈克尔家庭奖（Anna and Michael Kahan Family Prize），奖金10000新谢克尔，她用这笔钱来购买装备以及支付训练营的学费。2018年她赢得了ITF女子巡回赛15K级别赛事冠军。2021年，她在以色列莫茨金村赢得了ITF25K级别冠军。在埃及沙姆沙伊赫获得ITF15K级别，在以色列内坦亚获得ITF25K级别双打冠军。
格卢什科首次参加WTA巡回赛实在2022年斯特拉斯堡网球国际赛上，她在首轮负于卡娅·尤万。
在WTA125赛事2024年波兰公开赛上通过资格赛后，格卢什科击败了6号种子卡捷琳娜·班德尔 和卡罗勒·莫内，进入了四分之一决赛。她以幸运落败者的身份进入了WTA500赛2024年蒙特雷网球公开赛正赛，首轮击败了资格赛选手卡捷琳娜·沃洛季科，之后输给了玛格达莱娜·弗雷希。
她在2025年奥克兰网球公开赛上以资格赛身份进入了正赛，首轮输给了赛会7号种子，大满贯冠军大坂直美。

## ITF巡回赛决赛

### 单打: 10 (3冠7亚)
| 图例             |
| ---------------- |
| W60级别 (0–1)    |
| W40/50级别 (1–1) |
| W25级别 (1–3)    |
| W15级别 (1–2)    |

| 场地类型   |
| ---------- |
| 硬地 (3–7) |

| 结果 | 胜-负 | 日期       | 巡回赛                 | 级别 | 场地 | 对手                      | 比分             |
| ---- | ----- | ---------- | ---------------------- | ---- | ---- | ------------------------- | ---------------- |
| 胜   | 1–0   | 2018年5月  | ITF 阿卡, 以色列       | W15  | 硬地 | Caroline Werner           | 6–3, 6–3         |
| 负   | 1–1   | 2019年9月  | ITF 撒朱尔, 以色列     | W15  | 硬地 | Chanel Simmonds           | 5–7, 0–6         |
| 负   | 1–2   | 2021年5月  | ITF 拉马特沙龙, 以色列 | W15  | 硬地 | Valentina Ryser           | 5–7, 1–6         |
| 胜   | 2–2   | 2021年10月 | ITF 莫茨金村, 以色列   | W25  | 硬地 | Joanne Züger              | 6–3, 6–4         |
| 负   | 2–3   | 2022年2月  | ITF 坎昆, 墨西哥       | W25  | 硬地 | Darja Semenistaja         | 6–4, 6–7(5), 2–6 |
| 负   | 2–4   | 2022年4月  | ITF 比勒陀利亚, 南非   | W60  | 硬地 | 阿纳斯塔西娅·吉洪诺娃     | 7–5, 3–6, 3–6    |
| 负   | 2–5   | 2022年7月  | ITF Corroios, 葡萄牙   | W25  | 硬地 | Lesley Pattinama Kerkhove | 4–6, 4–6         |
| 负   | 2–6   | 2023年5月  | ITF 比勒陀利亚, 南非   | W25  | 硬地 | 埃米娜·贝克塔斯           | 6–3, 3–6, 6–7(6) |
| 胜   | 3–6   | 2024年2月  | ITF 比勒陀利亚, 南非   | W50  | 硬地 | Manon Léonard             | 6–3, 7–5         |
| 负   | 3–7   | 2024年4月  | ITF 洛波塔河, 格鲁吉亚 | W50  | 硬地 | Evialina Laskevich        | 4–6, 1–6         |